# Skandi Africa
Skandi Africa — глибоководне будівельне та трубоукладальне судно, споруджене у середині 2010-х років на замовлення компанії DOF.

## Характеристики

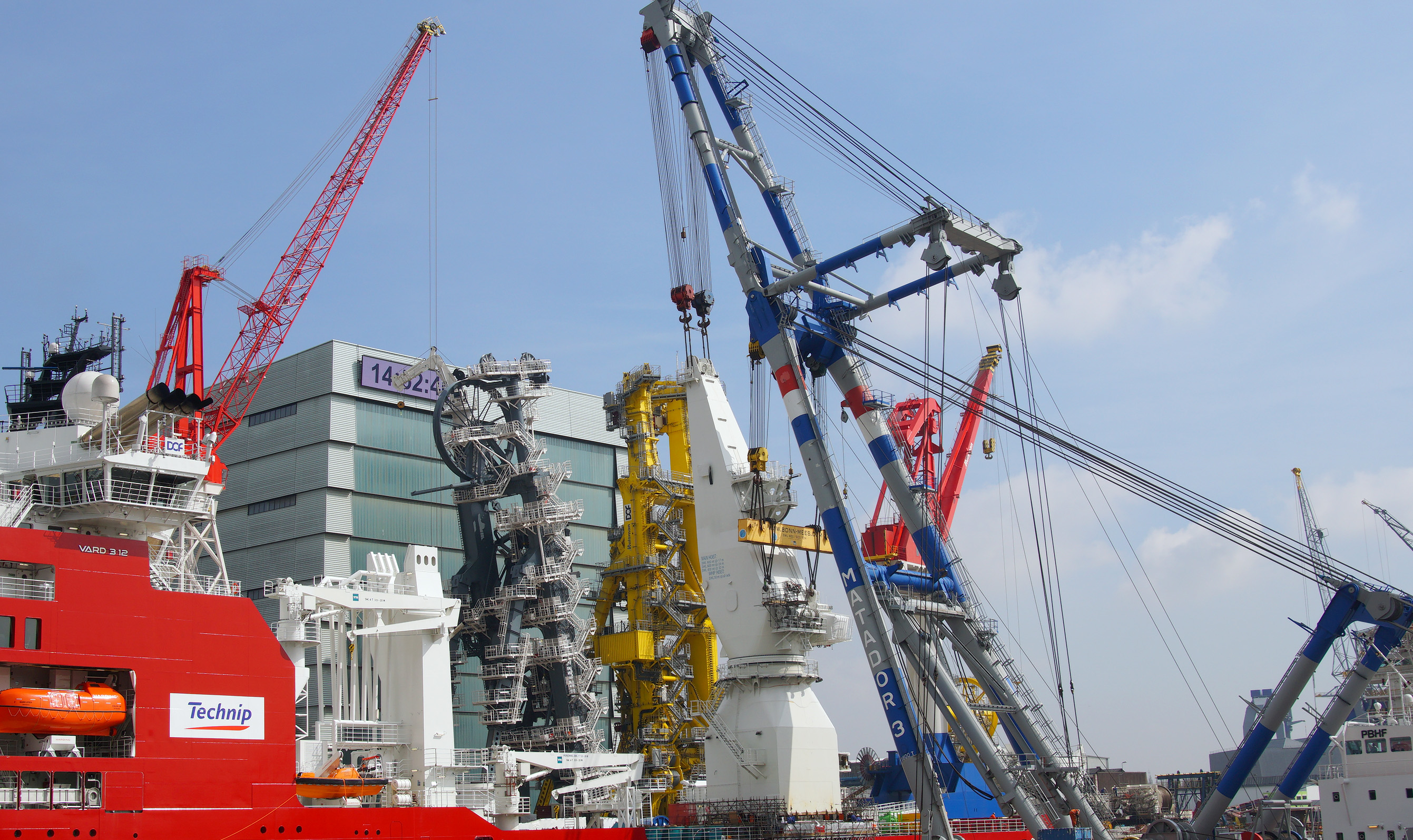
Matador 3 монтує кран

Судно спорудили на норвезькій верфі Vard Søviknes у Søvik (кілька кілометрів від Олесунна). Після цього весною 2015-го воно прибуло до нідерландського Східаму на верф Huisman, де спершу плавучий кран Matador 3 змонтував на Skandi Africa п'єдестальний кран, а потім разом з Taklift 4 встановив трубоукладальну вежу. Залучення для останньої операції одразу двох кранів великої вантажопідйомності пояснювалось вагою вежі — біля 2200 тонн.
Судно здатне здійснювати будівельні роботи та провадити укладання гнучких труб з діаметрами від 50 до 630 мм на глибинах до 3000 метрів. Його основний кран має вантажопідйомністю 900 тонн, а трубоукладальна вежа — 650 тонн, при цьому роботи провадяться через центральний люк (moonpool) розмірами 7,2х9,4 метра. Робоча палуба судна площею 2700 м2 розрахована на максимальне навантаження від 10 до 15 т/м2. Гнучкі труби розміщуються на каруселі ємністю 3500 тонн та котушках з показником 2500 тонн.
Судно має два дистанційно керовані підводні апарати (ROV), здатні виконувати завдання на глибинах до 4000 метрів. Їх спуск та підйом здійснюється через два додаткові центральні люки розмірами по 5х5,6 метра.
Пересування до місця виконання робіт здійснюється із максимальною швидкістю до 16 вузлів та нормальною операційною 12 вузлів, а точність встановлення забезпечується системою динамічного позиціювання DP3. Силова установка складається з шести двигунів — чотирьох типу Rolls Royce B32:40L8ADC та двох Rolls Royce B32:40L9ADC загальною потужністю 24 МВт.
На борту наявні каюти для 140 осіб. Доставка персоналу та вантажів може здійснюватись з використанням гелікоптерного майданчика судна діаметром 28,5 метра, який розрахований на прийом машин типу Sikorsky S92.

## Завдання судна
В 2016-му Skandi Africa задіяли для облаштування нафтового родовища Мохо-Норт, розташованого в Атлантичному океані біля узбережжя Республіки Конго (на момент введення в експлуатацію у 2017-му це був найбільший проект в історії нафтогазової галузі країни).
Наступного року судно задіяли дещо південніше у проекті Каомбо, який передбачає розвиток шести ультраглибоководних родовищ біля узбережжя Анголи.
Влітку 2017-го Skandi Africa відвідало північну частину Атлантичного океану, де за кілька десятків кілометрів від Шетландських островів (Шотландія) облаштовувало газові родовища Гленлівет та Edradour.
Станом на травень 2018-го судно повернулось до африканського узбережжя на родовище Каомбо-Норте.